# Lacinipolia spiculosa
Lacinipolia spiculosa är en fjärilsart som beskrevs av Augustus Radcliffe Grote 1883. Lacinipolia spiculosa ingår i släktet Lacinipolia och familjen nattflyn. Inga underarter finns listade i Catalogue of Life.